# شارع حمد
شارع عمر حمد، المعروف بشارع حمد بين أهالي المنطقة، هو شارع من شوارع منطقة طريق الجديدة في مدينة بيروت العاصمة اللبنانية. يبلغ طوله 1200 مترا.

## التسمية
سمي الشارع تيمنا بالشهيد الشاعر اللبناني عمر حمد الذي قاوم العثمانيين  فشنقه الأتراك في 6 أيار 1916م. وعرف بشارع حمد في الخمسينات من القرن العشرين.

## تاريخ الشارع
كان الشارع حتى العام 1935م زاروبا عسكريا يصل لما كان يعرف بكرم العسكر لوجود حامية هسكرية فونسية بداخله.